# Sông Cà Mau
Sông Cà Mau là một con sông nối giữa 2 huyện Yên Mô và Kim Sơn tỉnh Ninh Bình. Sở dĩ một con sông ở miền Bắc lại lấy tên sông Cà Mau là do mối quan hệ kết nghĩa Bắc Nam giữa tỉnh Ninh Bình và tỉnh Cà Mau.
Khởi đầu là một nhánh nối từ sông Nhà Lê tại chợ Bút, xã Yên Mạc, Yên Mô xuyên qua ranh giới 2 xã Định Hóa, Lai Thành, huyện Kim Sơn rồi dọc theo đường Quốc lộ 12B rồi gặp một nhánh là sông Hoành Trực nối sông Càn với sông Đáy tại xã Kim Mỹ, Kim Sơn, từ đây nó chảy theo hướng tây nam qua Kim Mỹ, Bình Minh, Kim Hải rồi đổ ra biển đông ở gần cửa Lạch Càn. Tại xã Văn Hải còn một nhánh sông Cà Mau khác tách ra chảy theo hướng Đông Nam qua các xã Văn Hải, Cồn Thoi rồi đổ vào sông Đáy tại cống Điện Biên.